# Dywanokształtne
Dywanokształtne, rekiny dywanowe (Orectolobiformes) – rząd ryb chrzęstnoszkieletowych (Chondrichthyes). Największym przedstawicielem i jednocześnie największym z rekinów jest rekin wielorybi. W zapisie kopalnym znane są ze skamieniałości wczesnojurajskich, a w Polsce z jury środkowej Wyżyny Krakowsko-Częstochowskiej, okolic Szczecina i z kredy dolnej Wysoczyzny Łódzkiej.

## Cechy charakterystyczne
Dwie płetwy grzbietowe bez kolców. Płetwa odbytowa obecna. Pięć szerokich szczelin skrzelowych. Ostatnie 2–4 położone nad lub za nasadą płetwy piersiowej. Otwór gębowy u wielu gatunków otoczony wąsikami. Tryskawki od małych do dużych, położone blisko oczu. Oczy bez błony migawkowej. Dywanokształtne charakteryzują się wzorzystym ubarwieniem.

## Systematyka
Do rzędu Orectolobiformes zaliczane są rodziny:
- Rhincodontidae Müller & Henle, 1839, 1841 – jedynym przedstawiciel jest Rhincodon typus Smith, 1828 – rekin wielorybi
- Parascylliidae Gill, 1862
- Brachaeluridae Applegate, 1974
- Orectolobidae Gill, 1896 – brodatkowate
- Hemiscylliidae Gill, 1862
- Stegostomatidae Gill, 1862 – jedyny przedstawiciel Stegostoma tigrinum Forster, 1781 – rekin brodaty
- Ginglymostomatidae Gill, 1862